# Amt Seelow-Land
Amt Seelow-Land är ett kommunalförbund (tyska: Amt) beläget i Landkreis Märkisch-Oderland i förbundslandet Brandenburg i Tyskland. Amtet bildades genom en kommunreform 1992 och indelas idag i kommunerna Falkenhagen (Mark), Fichtenhöhe, Lietzen, Lindendorf och Vierlinden, med en sammanlagd befolkning på 4 796 invånare (2012). 
Kommunalförbundet administrerar de fem kommunerna som ligger sydväst om kreisstaden Seelow. Staden Seelow ingår inte själv i Amt Seelow-Land men är säte för amtets administration.